# Иванушки International
«Иванушки International» («Иванушки») — российская музыкальная группа, основанная в 1995 году композитором и продюсером Игорем Матвиенко.

## История

### Предыстория
До группы Андрей Григорьев-Апполонов и Кирилл Андреев работали моделями: Андрей — в Сочинском театре мод «Мини-Макси», а Кирилл — в Театре мод Славы Зайцева. Оба снимались в видеоклипах: у Кирилла были роли в видео «Мальчик мой» Светланы Владимирской и «I’m Lost Without You» Лаймы Вайкуле, а Андрей появился на экране в качестве участника массовки в клипе группы «Любэ» на песню «Не валяй дурака, Америка!». На съёмках этого клипа в 1992 году Андрей и познакомился с будущим продюсером и композитором «Иванушек International» Игорем Матвиенко. В 1993 году Андрей вместе со вторым будущим участником «Иванушек International», студентом РАМ им. Гнесиных, Игорем Сориным, уехали сначала в Польшу, а затем в США для работы в мюзикле «Метро» бродвейского театра «Minskoff» (Андрей как танцор, Игорь как певец). А в 1995 году они вернулись в Россию. Григорьев-Апполонов стал работать режиссёром сочинского театра мод.

### Состав с Сориным (1995—1998)
В 1995 году, будучи в Сочи, Матвиенко пригласил Андрея на прослушивание в новую группу; тот, по его словам, «попытался» что-то спеть, а после всю ночь водил Игоря по лучшим местным дискотекам и барам. Кирилл встретился с Матвиенко по совету Натальи Ветлицкой; на прослушивании он пел песню «Понимаешь» на стихи Игоря Сорина, ставшую впоследствии хитом в исполнении Ирины Тоневой и Павла Артемьева. По словам Григорьева-Апполонова, первоначально в группе должно было быть пять человек: три парня и две девушки в образах «хулиганки» и «золушки». «Хулиганку» нашли, но через два дня после кастинга она отказалась от участия. А «золушку», красивую блондинку с хорошим вокалом, найти не смогли. Решено было остановиться на трио.
Первое выступление группы состоялось 20 апреля 1995 года. В тот период коллектив по инициативе Игоря Матвиенко неоднократно бесплатно выступал в московских школах, на выпускных и последних звонках. Перед тем как исполнить свои песни — «Вселенная», «Малина» и «Этажи» — группа обращалась к аудитории с просьбой придумать им название. Первоначально они выступали под различными псевдонимами («Союз-Апполонов», «Подсолнухи», «Карандаши», «Третий Интернатанцевал», «Дон Хип-Хоп и Санча Дансер», «Мечтать» и другие). Официальной датой основания коллектива считается 10 ноября 1995 года; название «Иванушек» было придумано Германом Витке, когда он зашёл в студию и, увидев участников группы, удивлённо сказал: «Что это за Иванушки такие?», поскольку они внешне напоминали героев русских сказок.
Название коллектива отражает идею Игоря Матвиенко совместить лучшие традиции русской народной музыки, советской эстрады и популярные зарубежные танцевальные стили (евродэнс, транс и другие), большое внимание уделяя саунд-дизайну.
Первое время выступали в клубах и казино (гонорар — 500 $). Первый видеоклип — «Вселенная» — не принёс группе особого успеха. Идея снимать второй клип на композицию «Тучи» была рискованной (жанры трип-хоп и брейкбит были нетипичны для отечественной эстрады тех лет), однако коллектив к тому моменту начинал отчаиваться, а сам Матвиенко подумывал о роспуске «Иванушек», поэтому он всё же решился на эксперимент. После выпуска клипа на группу обрушилась популярность, «Иванушки» стали давать по три выступления в день. Всюду группу сопровождали толпы фанаток. Транспорт, на котором группа уезжала с концерта, «от полноты чувств» нередко переворачивали или покрывали росписями. Дома музыкантов подвергались «осаде», в адреса жён артистов периодически сыпались угрозы. Однако, по словам Григорьева-Апполонова, музыканты неизменно оставались верны своим девушкам.
В мае 1996 года «Иванушки» выпустили свой первый студийный альбом «Конечно он». В него вошли три кавер-версии песен групп и исполнителей конца 80-х («Вселенная» первоначально исполнялась Александром Ивановым и группой «Рондо», «Этажи» и «Малина» исполнялись Олегом Кацурой и группой «Класс»). Музыку ко всем песням написал Игорь Матвиенко, аранжировки песен осуществлены им совместно с Игорем Полонским, тексты песен написаны Александром Шагановым, Михаилом Андреевым, Леонидом Дербенёвым, Германом Витке. Также в альбом вошли песни на слова Игоря Сорина — «Где-то» и «Подсолнух». Выпуск молодёжного журнала «Птюч» 1996 года с «Иванушками» на обложке (бонусом к нему шла кассета с ремиксами на «Тучи») разошёлся рекордным тиражом, хотя и вызвал дискуссии среди аудитории издания.
В конце 1997 года группа выпускает сборник ремиксов «Конечно он remix». Создателями ремиксов выступили саунд-дизайнер и сопродюсер коллектива Игорь Полонский, клавишник группы «Моральный Кодекс» Константин Смирнов и Dj Максим Милютенко. Кроме ремиксов на уже существующие песни, «Иванушки» выпустили также будущий свой хит — песню «Кукла» (в клипе на эту песню снимались сразу 4 солиста — Андрей Григорьев-Апполонов, Кирилл Андреев, Игорь Сорин и Олег Яковлев) и кавер-версию песни группы «Любэ» «Дуся-агрегат».
Во второй номерной альбом «Твои письма», релиз которого состоялся 15 ноября 1997 года, вошло 11 песен. Как и в первых двух альбомах, в третьем не обошлось без кавер-версий хитов прошлых лет («Алёшкина любовь», «Младшая сестрёнка», «Девчонка-девчоночка»). Кроме музыкальных треков в альбом вошло звуковое письмо от участников группы.
В марте 1998 года группу покидает Игорь Сорин, решивший заняться сольной карьерой (для этого по требованию Матвиенко он выступал наставником для Олега Яковлева). По словам других участников группы, они оба пытались отговорить Игоря от этого шага, утверждая, что группа только начала обретать популярность и ещё слишком рано пускаться в сольное плавание. Место Сорина окончательно занимает Олег Яковлев. Судьба Сорина сложилась трагически — 1 сентября 1998 года, по версии следствия, он выпал с балкона 6-го этажа. 4 сентября 1998 года Игорь Сорин скончался.

### Состав с Яковлевым (1998—2013)
В 1998 году у Иванушек выходит песня «Тополиный пух». Летом 1998 года клип на эту песню широко ротировался в эфире российских телеканалов, а песня заняла первое место в чарте «Русского радио». и по состоянию на 2020 год является наиболее прослушиваемым треком группы на Spotify и Apple Music.
В 1999 году вышел диск «Фрагменты из жизни», посвящённый памяти Игоря Сорина. В этом альбоме — уникальные записи: стихи Игоря в его исполнении, его первые песни, записанные до того, как он стал «Иванушкой». Также в диск вошли песни Иванушек на стихи Игоря Сорина и их новая, нигде ранее не публиковавшаяся, песня, посвящённая Игорю — «Я тебя никогда не забуду».
В апреле 1999 года группа «Иванушки International» выпустила третий номерной альбом «Об этом я буду кричать всю ночь». В него вошли такие хиты: «Тополиный пух», «Снегири», «Небо» и «Два океана». Это — первый альбом, в котором Олег Яковлев принимал участие в качестве полноправного солиста.

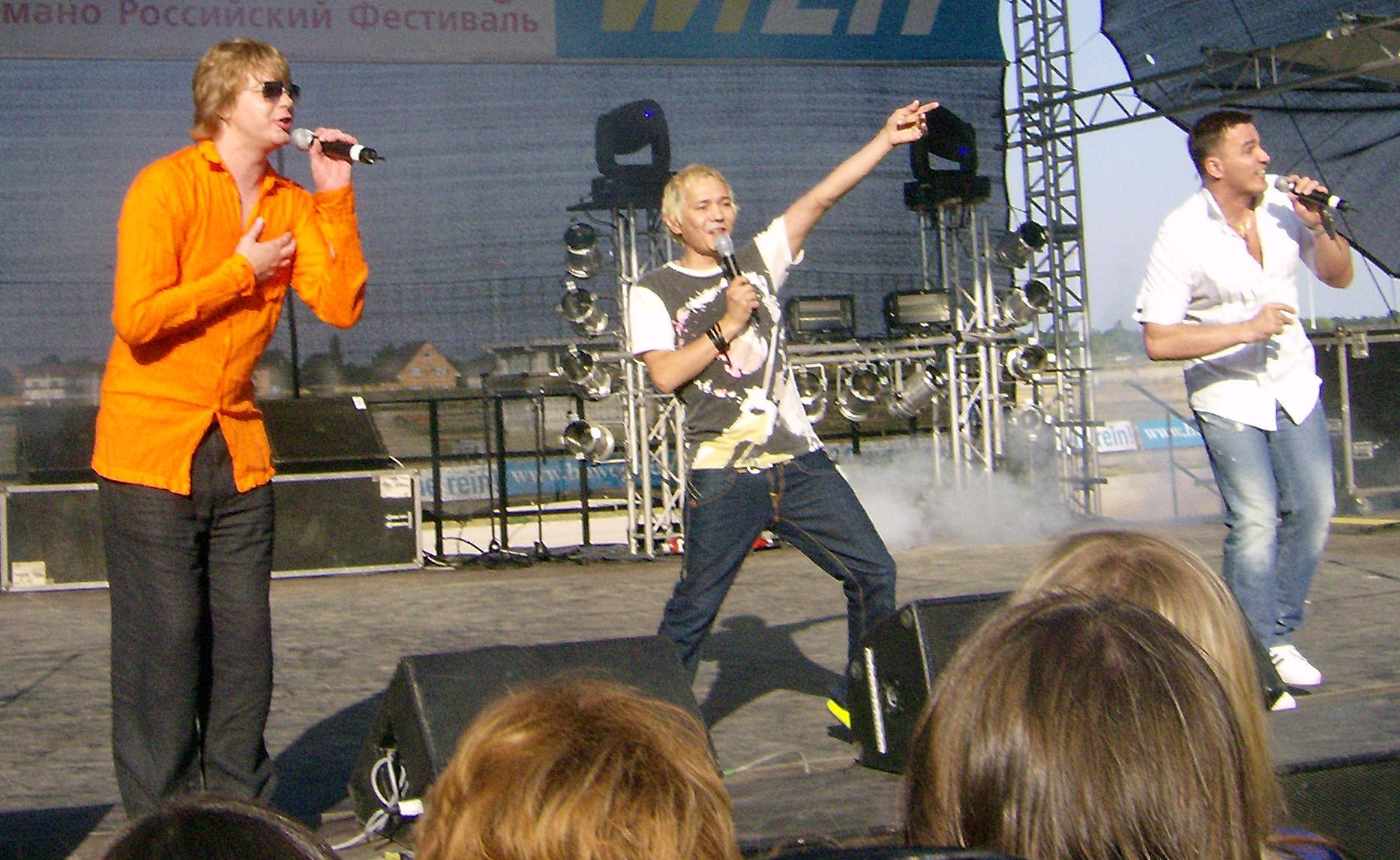
2008

Следующим альбомом «Иванушек» стал диск «Подожди меня» вышли две новые песенные хиты с клипами: «Беги, Беги» и «Реви», а в марте 2001 года группа празднует своё 5-летие концертом в СК «Олимпийский».
Осенью 2002 года вышел альбом «Олег Андрей Кирилл». В него вошли такие хиты группы, как «Золотые облака», «Безнадёга.ру», «Капелька света» и «Северная звезда». В 2002 году группа поучаствовала в концерте в Государственном Кремлёвском дворце по случаю 56-летия Вячеслава Добрынина, где спела одну из его песен. Концерт стал первым в цикле «Звёзды России в ГКД». В том же году группа поучаствовала в концерте для участников Международных спортивных юношеских игр стран СНГ, Балтии и регионов России, который прошёл в спорткомплексе «Олимпийский», а также в праздновании Дня принятия декларации о государственном суверенитете России, 12 июня. Праздничный концерт под названием «Новое время России» прошёл в Москве на Васильевском спуске.
В 2003 году группа выступила в тбилисском Дворце спорта в канун традиционного осеннего праздника «Тбилисоба», незадолго до парламентских выборов.
Сборник «10 лет во Вселенной», вышедший в 2005 году, состоит из четырёх новых хитов («Букет сирени», «Билетик в кино», «Я люблю», «За горизонт»), ремейка «Я спросил у ясеня», песен прошлых лет, каверов песен «Иванушек», записанных другими исполнителями («Фабрика», «Корни», «КуБа» и другие) и ремикса на песню «Тополиный пух» от проекта Vengerov&Fedoroff.
В 2007 году, когда проведение зимних Олимпийских игр 2014 года было поручено Сочи, «Иванушки» приняли участие в гала-концерте на Театральной площади Сочи, где велась прямая трансляция с голосования членов Международного олимпийского комитета. После объявления результатов голосования группа вместе с другими российскими эстрадными исполнителями исполнила гимн новой олимпийской столицы.
Во второй половине 2000-х популярность «Иванушек International» стала стремительно падать. Музыкальные критики заговорили о творческом кризисе Игоря Матвиенко. Из песен «Иванушек», вышедших в 2006—2008 годах, ни одна не смогла повторить успех предыдущих хитов. Наиболее известная композиция этих лет — «Ирония судьбы» на музыку из фильма «Ирония судьбы, или С лёгким паром!».
«Иванушки» присутствовали на съёмках первого выпуска шоу «Большая разница» в конце 2007 года, а в выпуске шоу от 4 июля 2010 года вошла пародия на группу, где её участники были показаны в образе пожилых растолстевших мужчин. Анонс передачи на сайте Первого канала был озаглавлен «Тополиный пух, жара и Секс!», а в шоу были спародированы песни «Тополиный пух», «Кукла» и «Тучи». Сами «Иванушки» и Игорь Матвиенко также присутствовали на съёмках выпуска.
В 2008 году Кирилл Андреев участвовал в шоу «Цирк со звёздами». В марте 2008 года он, готовя номер иллюзии для шоу, неудачно упал на репетиции, сломал руку и был вынужден покинуть шоу, но прекращать выступления в группе не собирался даже на то время, пока носил гипс. В тот период он в составе группы выступил на творческом вечере Александра Шаганова.
Группа приняла участие в музыкальной комедии «Красота требует», которую Первый канал приурочил к 8 марта 2008 года.
В июне 2010 года группа спела на открытии большого торгового центра в Белгороде; 13 ноября — в CROCUS CITY HALL в честь 15-летия группы. 19 ноября 2010 года Первый канал показал выпуск шоу «ДОстояние РЕспублики», посвящённый Игорю Матвиенко. В программе прозвучали 10 песен композитора, в том числе четыре песни из репертуара «Иванушек»; сами «Иванушки» спели «Тополиный пух».
Группа приняла участие в съёмках документальных фильмов 2010 года: «Игорь Матвиенко. Маэстро в джинсах» и «Владимир Шаинский: прилетит вдруг волшебник…». В том же году вышел документальный фильм «Иванушки International: вспомнить всё» телеканала «Муз-ТВ» (вошедший в цикл «Популярная правда»). На съёмках фильма участники группы посетили места съёмок видеоклипов «Тучи» и «Тополиный пух», посетили тот дом, где прошёл их первый концерт, а также тон-студию «Мосфильма».
В ноябре 2010 года вышел клип на песню «Новогодняя», исполненную совместно с детским хором «Великан» (музыка и слова — Андрей Пряжников).
Костюмер группы — Юлия Григорьева-Апполонова, старшая сестра Андрея. О ней в среде поклонников «Иванушек» ходило много слухов (её считали гримёром, администратором, любовницей одного из участников), но все они были развеяны в документальном фильме Первого канала «Звёздная родня», где снялись сами Андрей и Юлия.
Также группа снялась в телепрограмме «Армейский магазин», где «проходила военные учения», и в одном из эпизодов сериала «Десантура».
19 октября 2012 года на радиостанции «Радио Дача» состоялась премьера песни «Я буду ждать тебя».
В феврале 2013 года Олег Яковлев объявил об уходе из группы, планируя реализоваться сольно, а в марте окончательно закончил выступать в группе, официально продолжая числиться солистом. Его сменил Кирилл Туриченко (Матвиенко познакомился с ним в одесском караоке-клубе).

### Состав с Туриченко (c 2013)
Зимой 2014 года Кирилл Андреев стал факелоносцем эстафеты олимпийского огня в Саратове, а Андрей Григорьев-Апполонов — в Сочи.
27 ноября 2015 года в Крокус Сити холл состоялся юбилейный концерт «Иванушек International». Коллектив отметил 20-летие своей творческой деятельности на сцене. В нём также приняли участие специальные гости: группы «Лови», «Корни», «Фабрика», «Руки Вверх!» и Олег Яковлев, который исполнил песни группы «Снегири», «Тополиный пух» и свою сольную песню «Танцуй c закрытыми глазами». Певцы презентовали публике клип на свою новую песню «Танцуй, пока танцуется!».
29 июня 2017 года бывший солист группы «Иванушки International» Олег Яковлев скончался от остановки сердца, вследствие двусторонней пневмонии и цирроза печени. В том же году, 21 июля, скончалась от бронхиальной астмы костюмер группы, родная сестра солиста Андрея Григорьева-Апполонова Юлия.
В 2018 году вышла новая песня и клип «Только для рыжих».
В 2021 году солист группы Кирилл Туриченко принял участие во втором сезоне шоу «Маска» на НТВ в костюме Носорога и дошел до полуфинала проекта. В специальном новогоднем выпуске «Маски» в шоу также принял участие Кирилл Андреев, выступивший в маске Мандарина.
12 и 13 ноября 2021 года в «Крокус Сити Холле» прошел юбилейный концерт «25 тополиных лет». В дальнейшем шоу было показано в новогодний прайм-тайм на канале НТВ, а организаторы получили награду «Событие года» за лучший концерт.
16 июня 2022 года вышла песня группы совместно с певцом Хабибом под названием «Тучи круче». 25 ноября того же года вышла новая песня «Две звезды». В ноябре и декабре 2022 года в московском «Крокус Сити Холле» прошли два концерта «25 лет. На бис!» с участием Хабиба, а также резидентов фестиваля «Таврида. Арт», которые 6 декабря провели трибьют-шоу «Иванушки International», посвящённое Игорю Матвиенко.
2 июня 2023 года вышла новая песня «Золото волос».
В 2024 году музыканты коллектива снялись в художественном фильме «Тур с Иванушками», по сюжету которого фанатки отправляются в тур за группой. В этом же году выходит художественный фильм «Тополиный пух», названный по одноимённой песне группы; в фильме снялся Григорьев-Апполонов, а композиции группы вошли в саундтрек к картине.

## Состав

### Текущий состав
- Андрей Григорьев-Апполонов — вокал, речитатив, пианино, тексты, идеи, музыка (1995—настоящее время)
- Кирилл Андреев — вокал (1995—настоящее время)
- Кирилл Туриченко — вокал (2013—настоящее время)

### Бывшие участники
- Игорь Сорин — вокал (1995—1998)
- Олег Яковлев — вокал (1998—2013)

Практически все песни группы написаны Игорем Матвиенко (музыка), Александром Шагановым (стихи) и Михаилом Андреевым (стихи), саунд продакшн — Игорь Полонский.

## Дискография
Альбомы
- 1996 — Конечно он
- 1997 — Твои письма
- 1999 — Об этом я буду кричать всю ночь
- 2000 — Подожди меня
- 2002 — Олег Андрей Кирилл

Сборники
- 1997 — Конечно он Remix
- 2000 — Ivanushki.best.ru[41]
- 2001 — Иванушки International в Москве
- 2005 — 10 лет во вселенной
- 2015 — Лучшее в нашей жизни
- 2020 — «Двадцать пять тополиных лет» (винил, 2 пластинки)[42]

Синглы
- Две звезды (2022)
- Золото волос (2023)

Видеоклипы
| Год  | Клип                                       | Режиссёр                     | Альбом                                                       | Состав                                                                |
| ---- | ------------------------------------------ | ---------------------------- | ------------------------------------------------------------ | --------------------------------------------------------------------- |
| 1995 | «Вселенная»                                | Сергей Баженов               | «Конечно он»                                                 | Андрей Григорьев-Апполонов, Кирилл Андреев, Игорь Сорин               |
| 1996 | «Тучи»                                     | Олег Гусев                   | «Конечно он»                                                 | Андрей Григорьев-Апполонов, Кирилл Андреев, Игорь Сорин               |
| 1996 | «Где-то»                                   | Олег Гусев                   | «Конечно он»                                                 | Андрей Григорьев-Апполонов, Кирилл Андреев, Игорь Сорин               |
| 1997 | «Москва майская» (feat. София Ротару)      | Александр Андраникян         | -                                                            | Андрей Григорьев-Апполонов, Кирилл Андреев, Игорь Сорин               |
| 1997 | «Кукла»                                    | Александр Андраникян         | «Твои письма»                                                | Андрей Григорьев-Апполонов, Кирилл Андреев, Игорь Сорин, Олег Яковлев |
| 1998 | «Поверь, мне тоже очень жаль»              | Евгений Митрофанов           | «Об этом я буду кричать всю ночь»                            | Андрей Григорьев-Апполонов, Кирилл Андреев, Олег Яковлев              |
| 1998 | «Тополиный пух»                            | Олег Гусев                   | «Об этом я буду кричать всю ночь»                            | Андрей Григорьев-Апполонов, Кирилл Андреев, Олег Яковлев              |
| 1999 | «Снегири»                                  | Евгений Митрофанов           | «Об этом я буду кричать всю ночь»                            | Андрей Григорьев-Апполонов, Кирилл Андреев, Олег Яковлев              |
| 1999 | «Два океана»                               | Мария Лопатова               | «Об этом я буду кричать всю ночь»                            | Андрей Григорьев-Апполонов, Кирилл Андреев, Олег Яковлев              |
| 2000 | «Зачем вы, девочки, любите белобрысых»     | Григорий Константинопольский | «Ivanushki.Best.Ru»                                          | Андрей Григорьев-Апполонов, Кирилл Андреев, Олег Яковлев              |
| 2000 | «Реви»                                     | Глеб Орлов                   | «Подожди меня»                                               | Андрей Григорьев-Апполонов, Кирилл Андреев, Олег Яковлев              |
| 2000 | «Беги, беги»                               | Олег Гусев                   | «Подожди меня»                                               | Андрей Григорьев-Апполонов, Кирилл Андреев, Олег Яковлев              |
| 2001 | «Капелька света»                           | Андрей Болтенко              | «Олег Андрей Кирилл»                                         | Андрей Григорьев-Апполонов, Кирилл Андреев, Олег Яковлев              |
| 2002 | «Золотые облака»                           | Дмитрий Захаров              | «Олег Андрей Кирилл»                                         | Андрей Григорьев-Апполонов, Кирилл Андреев, Олег Яковлев              |
| 2002 | «Безнадёга точка ру»                       | Филипп Янковский             | «Олег Андрей Кирилл»                                         | Андрей Григорьев-Апполонов, Кирилл Андреев, Олег Яковлев              |
| 2003 | «Букет сирени»                             | Дмитрий Захаров              | «10 лет во Вселенной»                                        | Андрей Григорьев-Апполонов, Кирилл Андреев, Олег Яковлев              |
| 2003 | «Билетик в кино»                           | Фёдор Бондарчук              | «10 лет во Вселенной»                                        | Андрей Григорьев-Апполонов, Кирилл Андреев, Олег Яковлев              |
| 2004 | «Я люблю»                                  | Роман Прыгунов               | «10 лет во Вселенной»                                        | Андрей Григорьев-Апполонов, Кирилл Андреев, Олег Яковлев              |
| 2005 | «За горизонт» (feat. Фабрика)              | Глеб Орлов                   | «10 лет во Вселенной»                                        | Андрей Григорьев-Апполонов, Кирилл Андреев, Олег Яковлев              |
| 2006 | «Иволга»                                   | Виктор Придувалов            |                                                              | Андрей Григорьев-Апполонов, Кирилл Андреев, Олег Яковлев              |
| 2007 | «Не могу без тебя»                         | Филипп Готье                 |                                                              | Андрей Григорьев-Апполонов, Кирилл Андреев, Олег Яковлев              |
| 2010 | «Новогодняя» (feat. детский хор «Великан») | неизвестен                   |                                                              | Андрей Григорьев-Апполонов, Кирилл Андреев, Олег Яковлев              |
| 2013 | «Лучший день»                              | Роман Прыгунов               | Андрей Григорьев-Апполонов, Кирилл Андреев, Кирилл Туриченко |                                                                       |
| 2015 | «Танцуй, пока танцуется»                   | Марат Адельшин               | Андрей Григорьев-Апполонов, Кирилл Андреев, Кирилл Туриченко |                                                                       |
| 2018 | «Только для рыжих»                         | Катя Санникова               | Андрей Григорьев-Апполонов, Кирилл Андреев, Кирилл Туриченко |                                                                       |
| 2022 | «Тучи круче» (feat. Хабиб)                 | Геннадий Безденежных         | Андрей Григорьев-Апполонов, Кирилл Андреев, Кирилл Туриченко |                                                                       |

DVD
- 2001 — Иванушки International в Москве
- 2005 — 10 лет во вселенной
- 2008 — Вся история Иванушек

Саундтреки
- 2024 — Тур с Иванушками — 19 песен и кавер на песни «Реви» в исполнении Юлианны Карауловой
- 2024 — Тополиный пух — 3 песни и песня «Бледный бармен (Вселенная)» Александра Иванова, также известная в исполнении «Иванушек»

## Фильмография
- 2017 — документальный фильм «Игорь Сорин и Олег Яковлев» из цикла «Прощание» (ТВ Центр, 2017).
- 2024 — Тур с Иванушками
- 1997 - Старые песни о главном-2

## Награды
Звуковая дорожка
- 1997 — лучшая группа
- 1998 — лучшая группа[43].

Рекордъ
- 1998 — исполнитель года[44]
- 1999 — российский радиохит года («Тополиный пух»)[45]

Овация
- 1996 — открытие года
- 2001 — поп-группа года

Золотой граммофон
- 1996 — «Где-то»
- 1997 — «Кукла», «Тучи»
- 1998 — «Тополиный пух»
- 1999 — «Небо»
- 2000 — «Зачем вы, девушки, любите белобрысых»
- 2001 — «Лодочка»
- 2002 — «Золотые облака»
- 2004 — «Билетик в кино»
- 2015 — «Тополиный пух» (20-летие премии)

Песня года
- 1996 — «Тучи» (Отбор и Финал)
- 1997 — «Колечко» (Отбор), «Кукла» (Финал)
- 1998 — «Тополиный пух» (Финал)
- 1999 — «Небо» (Отбор), «Снегири» (Финал)
- 2000 — «Реви» (Отбор и Финал)
- 2001 — «Подожди меня» (Отбор), «Лодочка» (Отбор), «Капелька света» (Финал)
- 2002 — «Я буду ждать» (Отбор), «Рыжая» (Отбор), «Золотые облака» (Отбор), «Безнадёга точка ру» (Финал)
- 2003 — «Северная звезда» (Отбор) «Билетик в кино» (Финал)
- 2020 — «Только для рыжих» (Отбор и Финал)

Стопудовый хит
- 1999 — «Тополиный пух»
- 2004 — «Букет сирени»

## Оценки творчества
Об «Иванушках» можно говорить как о группе, прошедшей полный цикл жизни человека, от юношеского угара — через спокойные взрослые годы — к странным проявлениям среднего возраста. Это группа, которую сложно любить в моменте. Этим они отличаются, например, от стахановца Сергея Жукова, до сих пор пашущего на износ. Однако нельзя не любить «Иванушек» за былое величие и за драму, которая змеёй вилась вокруг них. Драма — это как будто бы главная двигательная сила песен «Иванушек». Матвиенко не случайно говорил о сильном фольклорном начале в музыке группы (отсюда и название): даже в самые свои угарные моменты это музыка, под которую можно сидеть, подперев кулаком щёку.
— Николай Редькин, Николай Овчинников. «Иванушкам International» — 25 лет